# Daigassō! Band Brothers
 (décembre 2018).
Si vous disposez d'ouvrages ou d'articles de référence ou si vous connaissez des sites web de qualité traitant du thème abordé ici, merci de compléter l'article en donnant les références utiles à sa vérifiabilité et en les liant à la section « Notes et références ».
Pour les articles homonymes, voir DBB.
Daigassō! Band Brothers (大合奏!バンドブラザーズ) ou DBB est un jeu vidéo musical développé et édité par Nintendo, sorti le 2 décembre 2004, lors du lancement de la Nintendo DS au Japon. Il a connu une extension en septembre 2005, Daigassō! Band Brothers Tsuika Kyoku Cartdrige Request Selection, puis une suite, sortie au Japon en 2008 sous le nom Daigassō! Band Brothers DX, et en Europe en 2010 sous celui de Jam with the Band. Le personnage central du jeu, Barbara the Bat, a été par la suite utilisé dans plusieurs jeu de la gamme Touch! Generations.

## Origine
Band Brothers était à l'origine Game Boy Music, un projet ambitieux sur Game Boy Advance annoncé par Nintendo en 2001 et devant sortir la même année. Sans véritable explication, le jeu a finalement été discrètement abandonné. En 2004, Nintendo annonce Daigassō! Band Brothers qui reprend l'univers et le concept de Game Boy Music, mais cette fois-ci sur Nintendo DS. Le jeu est sorti le 2 décembre 2004 au Japon et figure ainsi parmi les 11 jeux du lancement (dont l'un des 5 de Nintendo) de la machine au Japon. Si une version américaine et européenne a souvent été suggérée, jamais cette idée n'a réellement aboutie, malgré l'intérêt de ce jeu par la presse occidentale.

## Concept
Le concept du jeu consiste à simuler des instruments de musique. Le joueur choisit l'instrument qu'on décide d'incarner (batterie, contrebasse, guitare...) et on doit alors jouer la partition qui lui correspond, sachant que les autres instruments seront gérés par la console. Ainsi la musique défilera sans les notes de l'instrument que l'on aura choisi, puisque ce sera au joueur de compléter la bande sonore. Ainsi chaque musique dispose généralement de 8 façons différentes de la jouer, puisque changer d'instrument changera beaucoup de choses. Étant donné que l'on joue d'un instrument, il s'agira également de jouer les bonnes notes : 8 notes différentes (plus les demi-tons avec les boutons L et R) sont possibles, utilisant les 4 directions de la croix directionnelle de la Nintendo DS, ainsi que ses 4 boutons, A, B, X et Y.

## Multijoueur
Dans un entretien accordé à la presse japonaise, Satoru Iwata expliquera que le développement de Game Boy Music a été annulé et le projet a pu revivre avec Band Brothers car le concept phare trouvait essentiellement sa quintessence dans le multijoueur, et seules les possibilités de la Nintendo DS ont ainsi pu faire vivre ce jeu. Le jeu est en effet jouable jusqu'à 8 avec une seule cartouche et sans câble, grâce aux possibilités sans-fil de la Nintendo DS. Ainsi, chaque joueur incarne son propre instrument à tel point que la console ne propose aucune musique qu'elle gère elle-même, c'est uniquement les joueurs qui font vivre la musique, incarnant ainsi un véritable orchestre.

## Modes de difficulté
Dès le départ, toutes les musiques sont disponibles et jouables, mais via une sous-version, où il n'y a que deux notes possibles. Chaque instrument de chaque musique a alors un degré de difficulté notée de 1 à 5. Ainsi, les véritables musiques ne seront accessible que petit à petit, au fur et à mesure que l'on progresse dans l'aventure, suivant les niveaux de difficulté. Une fois tout réussi, on accède alors au mode pro, qui propose le même contenu, mais cette fois-ci avec les touches L et R en plus, ce qui augmente énormément la difficulté.

## Ventes
Selon Media Create, le jeu s'est vendu à environ 34 000 exemplaires lors de ses 4 premiers jours au Japon, et selon Famitsu, son total atteint environ 180 000 exemplaires. C'est la quatrième meilleure vente parmi les jeux du lancement de la Nintendo DS.

## ModeEdit
Band Brothers propose, en plus de son mode solo et son mode multijoueur, un mode où l'on peut créer sa propre partition. Ce mode, extrêmement complet et donc complexe, profite des possibilités tactiles de la console pour permettre réellement des possibilités de créations énorme. Les musiques créées peuvent ainsi être gardées en mémoire pour être jouée ensuite, notamment en multijoueur. Ce mode a également permit de rallonger la durée de vie, puisque Nintendo a ainsi proposé sur son site officiel différentes partitions supplémentaires à remplir soi-même, proposant généralement des musiques de ses propres univers, comme ceux de Yoshi ou Donkey Kong.

## Liste des musiques
- 0	j-pop	Ayumi Hamasaki - Seasons (gb music)	8
- 1	j-pop	Chemistry - Point of No Return (w-w-t label)	8
- 2	j-pop	Mr. Children - Namonaki Uta (music score)	8
- 3	j-pop	Spitz - Sora mo Toberu Hazu (death)	8
- 4	j-pop	Orange Range - Shanghai Honey (fire)	7
- 5	j-pop	KinKi Kids - Zenbu Dakishimete (gb music)	8
- 6	j-pop	Exile - Choo Choo Train (gb music score)	7
- 7	j-pop	Ai Otsuka - Sakuranbo (Nintendo)	8
- 8	j-pop	Morning Musume - Renai Revolution 21 (gbm)	8
- 9	j-pop	Aya Matsuura - Yeah! Meccha Holiday (gb music)	8
- 10	world	Foster Medley (w-w-t label)	8
- 11	world	Christmas Medley (gb music score)	8
- 12	world	Russian Medley (death)	7
- 13	world	Scott Joplin - The Entertainer (fire)	6
- 14	world	Children Songs Medley (gb music)	7
- 15	world	Dixieland Jazz - When the Saints Go Marching (gb music score)	6
- 16	world	World Songs Medley (Nintendo)	8
- 17	world	Deep Purple - Smoke on the Water (GBM)	6
- 18	TV	Every Little Thing - Fragile (gb music)	8
- 19	TV	Abarenbou Shougun Theme (w-w-t label)	8
- 20	TV	Iwasaki Yoshimi - Touch (gb music)	7
- 21	TV	Gmen'75 - Gmen'75 (death)	8
- 22	TV	Ready Steady Go! (FMA opening 2) (fire)	7
- 23	TV	Melissa (FMA opening 1) (gb music)	7
- 24	TV	Glay - Way Of Difference (gb music score)	8
- 25	TV	Sae - Kirari! Sailor Dream (Nintendo)	8
- 26	TV	Psychic Lover - Tokusou Sentai Dekaranger (GBM)	8
- 27	Classic	Slow Classic Medley (gb music)	5
- 28	Classic	Antonio Vivaldi - Four Seasons (w-w-t label)	4
- 29	Classic	Athletic Medley (gb music score)	6
- 30	Game	Fire Emblem Medley (death)	7
- 31	Game	Zelda Medley (fire)	7
- 32	Game	Kirby Medley (gb music)	8
- 33	Game	Mario Medley (gb music score)	7
- 34	Game	Famicom Medley (Nintendo)	6
- 35	Game	Pokemon Medley (GBM)	7
- 36	Game	F-Zero Medley (gb music)	6
- 37	Game	Barbara Bat Theme (Band Brothers Theme) (w-w-t label)	8

## Extension
Une extension a été sortie le 26 septembre 2005 au Japon, sous le nom de Daigassō! Band Brothers Tsuika Kyoku Cartdrige Request Selection. Cette extension est disponible sous la forme d'une cartouche que l'on insère dans la Nintendo DS via le port cartouche de la Game Boy Advance. La vente s'est faite uniquement par correspondance sur le site de Nintendo. La liste de nouvelles musiques proposées est la suivante :
- Asian Kung-Fu Generation  / Rewrite
- Ai Otsuka / Smily
- Orange Range / Onegai! Senorita
- Orange Range / Love Parade
- Kobukuro / Koko ni Shika Sakanai Hana
- Janne Da Arc / Gekkou Hana
- SMAP / Sekai ni Hitotsu Dake no Hana
- Bump of Chicken / Tentai Kansoku
- Porno Graffitti / Neo Mello Dramatic
- Maho Ryou Gakuen Chuutoubu 2-A / Happy Material
- Undergraph / Tsubasa
- O-Zone / Dragostea Din Tei
- Orange Range / Hana
- Ketsume / Sakura
- Sasuke / Aoi Bench
- Sukima Switch / Zenryoku Shounen
- Day After Tomorrow / Starry Heavens
- Flow / Days
- Ken Matsudaira / Matsuken Samba Part 2
- Yuzu / Eikou no Kakyou
- Karyuudo / Azusa Ni-Gou
- Yorozu Z / Nihon Break Kougyousha Uta
- Yoshi Touch and Go / Tokotoko Yoshi
- Wario Ware: Touched! / Ashley's Theme
- Lylat Wars / Star Wolf Theme
- Animal Crossing / Title Theme
- Yoshi's Island / Athletic
- Super Mario 64 DS / Slider
- Donkey Kong Jungle Beat / Theme
- Shin Onigashima / Yama e no Michi
- Famicom tantei Club / Ayumi's Theme

## Barbara the Bat
Barbara the Bat est une chauve-souris anthropomorphique passionnée de musique. Personnage central de la série (incluant ce jeu et sa suite), elle fait office de manager impitoyable du joueur. Elle lui donne régulièrement des conseils et des informations sur les différents modes de jeu.

Le succès du jeu au Japon poussa Nintendo à réutiliser le personnage dans plusieurs autres jeux de la gamme Touch! Generations : si elle ne fait que de la figuration dans English Training, elle a à nouveau la tête d'affiche dans le jeu Faites de la magie (et son extension Drôle de tête). Elle apparait enfin en tant que Trophée Aide dans Super Smash Bros. Brawl sur Wii, attaquant les joueurs adverses avec les ondes de choc de sa guitare électrique.

## Revue de presse
- Gamekult : 7/10[réf. souhaitée]
- Famitsu : 32/40[réf. souhaitée]
- Edge : 8/10[réf. souhaitée]